# Valley Green
|  | No s'ha de confondre amb Green Valley. |

Valley Green és una concentració de població designada pel cens dels Estats Units a l'estat de Pennsilvània. Segons el cens del 2000 tenia 3.550 habitants.

## Demografia
Segons el cens del 2000, Valley Green tenia 3.550 habitants, 1.310 habitatges, i 996 famílies. La densitat de població era de 1.000,5 habitants/km².
Dels 1.310 habitatges en un 43,9% hi vivien nens de menys de 18 anys, en un 61,9% hi vivien parelles casades, en un 11% dones solteres, i en un 23,9% no eren unitats familiars. En el 18% dels habitatges hi vivien persones soles el 2,4% de les quals corresponia a persones de 65 anys o més que vivien soles. El nombre mitjà de persones vivint en cada habitatge era de 2,71 i el nombre mitjà de persones que vivien en cada família era de 3,11.
Per edats la població es repartia de la següent manera: un 29,9% tenia menys de 18 anys, un 6,7% entre 18 i 24, un 38,6% entre 25 i 44, un 21,6% de 45 a 60 i un 3,2% 65 anys o més.
L'edat mediana era de 33 anys. Per cada 100 dones de 18 o més anys hi havia 92,3 homes.
La renda mediana per habitatge era de 50.683 $ i la renda mediana per família de 53.162 $. Els homes tenien una renda mediana de 41.019 $ mentre que les dones 28.348 $. La renda per capita de la població era de 21.087 $. Entorn del 3% de les famílies i el 5,2% de la població estaven per davall del llindar de pobresa.

## Poblacions properes
El següent diagrama mostra les poblacions més properes.